# 艾里冰川
69°13′S 66°20′W / 69.217°S 66.333°W
艾里冰川是南極洲的冰川，位於帕爾默地，長37公里、寬11公里，最終注入福斯特山麓冰川的東北部，由英國探險隊測量，以皇家天文學家命名。